# Augustyn Trzecieski
Augustyn Trzecieski z Podola, ps. „Augustyn", herbu Strzemię (zm. 24 marca 1813 w Krakowie) – pułkownik, spiskowiec na Wołyniu, delegat Centrali Lwowskiej do Parlamentu, uczestnik kampanii 1792 i 1809, organizator powstania na Wołyniu, i spisków niepodległościowych w Galicji, dowódca (1 lipca 1809 - 29 listopada 1812) 15 Pułku Ułanów (polskiego pułku kawalerii - okresu Księstwa Warszawskiego, sformowanego, na Podolu), kawaler Legii Honorowej w 5 czerwca 1809. 

W roku 1806 był dowódcą operujący w Galicji Wschodniej. W tym też roku, kiedy wojska francuskie zbliżyły się do Wisły, wraz ze swoim przyjacielem Józefem Dwernickim, zorganizował Towarzystwo Patriotyczne, mające na celu; przygotowanie powstania przeciw Rosjanom. Za działalność patriotyczną był katowany w więzieniu we Lwowie.
W 1809 uzbroił swoim kosztem 100 ludzi ze swoich dóbr, przebył Zbrucz, i 27 maja 1809 pod Tarnopolem, połączył się z oddziałami wojska polskiego Piotra Strzyżewskiego. Od tej pory, rozpoczął szlak bojowy. Walczył ze swoim oddziałem z Austriakami pod Zaleszczykami przeciw gen. Bickingowi w dniu 18 czerwca 1809, i pod Tarnopolem, Chorostkowem oraz Wieniawką.
Brał udział kolejno we wszystkich większych bitwach Wielkiej Armii. W ramach odwrotu Wielkiej Armii spod Moskwy i przeprawy przez Berezynę 28 listopada 1812 został ranny w bitwie pod Stachowem koło wioski Zaniwki. Z powodu choroby dowództwo 15. Pułku Ułanów, przekazał szefowi szwadronu Józefowi Dwernickiemu.